# Handsome Lake
Handsome Lake és el nom amb qué fou conegut Ganjo Dieyo (Gawanangus, NY 1735- Onondaga, NY, 1815). Predicador seneca, germà de Cornplanter, va viure alcoholitzat fins que el 1799 tingué algunes visions i, aleshores, abandonà l'alcohol. Entre 1799 i 1815 creà una nova religió, que transmetia un codi o Gai’wiio. Rebutjava l'one’ga (alcohol), l'avortament i la bruixeria, i hi barreja elements cristians, anima al conreu de la terra i fer cases, manté el calendari dels rituals (com els festivals de les Maduixes, l'arç, del moresc verd, el sacrifici del gos blanc, el Dia d'Acció de Gràcies i el joc de la tassa), i creia que Hanisse’ono, el maligne, vivia a Europa. Així propiciaria que el 1850 es fundés la Religió de la Casa Llarga.